# Haunted (film, 1995)
Pour les articles homonymes, voir Haunted.
Pour plus de détails, voir Fiche technique et Distribution.
Haunted est un film britannico-américain réalisé par Lewis Gilbert, sorti en 1995. Le film est adapté du livre de James Herbert. 

## Synopsis
Professeur de parapsychologie, David Ash part enquêter sur des phénomènes étranges se déroulant à Edbrook House où la nourrice âgée voit des choses. Il rencontre durant cette enquête la très jolie, moderne et indépendante Christina Mariell avec qui il a eu une liaison. Mais Christina est bien plus qu'une simple aventure, c'est le coup de foudre. Lorsque David commence son enquête, il sent une présence qui va au-delà de ses croyances. Épuisé peu à peu par de terrifiants événements, il s'interroge sur sa santé mentale et décide de quitter la maison en emmenant avec lui Christina. Mais bien que cette dernière l'aime profondément, elle refuse de l'accompagner et de le laisser partir...

## Fiche technique
- Titre : Haunted
- Réalisation : Lewis Gilbert
- Scénario : Timothy Prager, Bob Kellett et Lewis Gilbert d'après le livre "Haunted" de James Herbert
- Musique : Debbie Wiseman
- Photographie : Tony Pierce-Roberts
- Montage : John Jympson
- Production : Anthony Andrews et Lewis Gilbert
- Sociétés de production : October Films, American Zoetrope, Lumière Pictures et Double "A" Pictures
- Société de distribution : October Films
- Pays :  Royaume-Uni,  États-Unis
- Langue : Anglais
- Format : Couleur - Dolby SR - 35 mm - 1.37:1
- Durée : 108 min
- Genre : Drame, Fantastique
- Dates de sortie en salles : 
  -  Royaume-Uni : 27 octobre 1995
  -  États-Unis : 18 juin 1996
- Date de sortie en vidéo : 
  -  France : 13 avril 2010 (première DVD)

## Distribution
- Aidan Quinn (VF : Lionel Tua) : Le professeur David Ash
- Kate Beckinsale : Christina Mariell
- Anthony Andrews (VF : Hervé Jolly) : Robert Mariell
- John Gielgud (VF : Marc Cassot) : Dr. Doyle
- Anna Massey : Nanny Tess Webb
- Alex Lowe : Simon Mariell
- Victoria Shalet : Juliet Ash
- Peter England : David Ash, jeune

## Autour du film
- Le film est inédit en France et est sorti directement en vidéo en 2010 chez Studio Canal[2], soit près de quinze ans après sa sortie en salles au Royaume-Uni.
- Tony Pierce-Roberts, directeur de la photographie de Haunted, retrouvera Kate Beckinsale sept ans plus tard sur Underworld.